# Cindy Kiro
Pour les articles homonymes, voir Kiro.
Dame Cindy Kiro, née Alcyion Cynthia Simpson le 2 juillet 1958 à Whangarei, est une femme d'État néo-zélandaise, gouverneur général depuis le 21 octobre 2021.

## Biographie
Le père de Cindy Kiro est issu de la classe ouvrière du Royaume-Uni, né dans une ville attachée à une mine de charbon dans le nord de l'Angleterre avant d'émigrer en Nouvelle-Zélande. Sa mère, maorie des iwi Nga Puhi, Ngati Kahu et Ngati Hine de la région Northland de Nouvelle-Zélande, est également née dans la pauvreté,. 
Ayant obtenu une licence en études sociales à l'université Massey, Cindy Kiro devient travailleuse sociale. En 1995, elle est recrutée comme enseignante-chercheuse en politiques sociales par l'école de santé publique de cette même université, devenant à terme directrice de l'école. Elle y soutient en 2001 sa thèse de doctorat en santé publique maorie, puis obtient un master en administration des affaires de l'université d'Auckland,,,.
En 2003, Cindy Kiro est nommée commissaire à l'enfance de Nouvelle-Zélande. À ce poste, qu'elle occupe jusqu'en 2008, elle crée le Groupe de travail pour l'action contre la violence familiale et plaide pour l'abrogation de l'article 59 de la loi sur les crimes, qui fournit une justification légale à l'usage de la force physique envers les enfants.
En mai 2021, la Première ministre Jacinda Ardern la choisit comme prochain gouverneur général, avec l'approbation de la reine Élisabeth II. Dame Cindy Kiro prête serment le 21 octobre. Elle est la troisième femme et la première d'origine maori à occuper cette fonction. En septembre 2022, elle assiste aux funérailles d'Élisabeth II au côté de la Première ministre Jacinda Ardern. En mai 2023, elle mène la délégation néo-zélandaise à la cérémonie de couronnement de Charles III, roi de Nouvelle-Zélande, du Royaume-Uni et des autres royaumes du Commonwealth, accompagnée notamment du nouveau Premier ministre, Chris Hipkins, du haut-commissaire de Nouvelle-Zélande au Royaume-Uni, Phil Goff, du chef de l'opposition, Christopher Luxon, et du roi des Maoris de Nouvelle-Zélande, Tuheitia Paki,.

## Distinctions
Le 31 décembre 2020, Cindy Kiro est faite dame compagnon de l'ordre du Mérite de Nouvelle-Zélande (DNZM) pour services rendus au bien-être et à l'éducation des enfants,.
Le 9 août 2021, elle est nommée dame grand compagnon de l'ordre du Mérite de Nouvelle-Zélande (GNZM) et compagnon de l'ordre du service de la Reine (en) (QSO) en vue de devenir gouverneur général.
Le 21 octobre 2021, Cindy Kiro est faite dame du très vénérable ordre de Saint-Jean (DStJ) par la reine Élisabeth II.